# Erik Heiberg
Erik Heiberg   (Christiania, 24 de gener de 1916 - Oslo, 30 de desembre de 1996) va ser un regatista noruec que va guanyar una medalla olímpica.
El 1952 va prendre part en els Jocs Olímpics d'Estiu de Hèlsinki, on guanyà la medalla de plata en la categoria de 6 metres del programa de vela. A bord de l'Elisabeth X compartí equip amb Finn Ferner, Johan Ferner, Carl Mortensen i Tor Arneberg.